# Lou Romano
Lou Romano (San Diego, 15 aprile 1972) è un designer, scenografo e doppiatore statunitense.
È conosciuto per il suo lavoro su serie televisive come Il laboratorio di Dexter, Le Superchicche, su film (Gli Incredibili - Una "normale" famiglia di supereroi) e su cortometraggi animati, come Jack-Jack Attack e Il tuo amico topo.

## Biografia
Dopo aver frequentato la scuola per animatori CalArts, all'inizio degli anni novanta lavorò alla Warner dove venne assunto dal regista Brad Bird per lavorare al lungometraggio, poi cancellato, Ray Gunn, un progetto d'animazione che avrebbe dovuto mescolare il genere noir e la fantascienza. Il film non uscì dalla sua fase embrionale, ma la collaborazione tra i due continuò con la pellicola Il gigante di ferro.
Nel 2002, si unì nuovamente con Brad Bird per lavorare alla Pixar su Gli Incredibili - Una "normale" famiglia di supereroi. Da quel momento, diventò artista Pixar in pianta stabile, collaborando ai cortometraggi Jack-Jack Attack e Il tuo amico topo e a film come Ratatouille e Up. Sempre per la Pixar, doppiò diversi personaggi secondari in varie pellicole, come Cars - Motori ruggenti e Ratatouille.
Nel 2009 lasciò la Pixar per collaborare con lo studio di animazione Laika, per partecipare alla realizzazione del film Little White Lie, diretto da Jan Pinkava (nonostante quest'ultimo abbia abbandonato la regia del film nel 2011), e di ParaNorman.

## Filmografia parziale

### Scenografo
- Gli Incredibili - Una "normale" famiglia di supereroi (The Incredibles), regia di Brad Bird (2004)
- Ratatouille, regia di Brad Bird e Jan Pinkava (2007)
- Il tuo amico topo (Your Friend the Rat), regia di Jim Capobianco (2007)
- Up, regia di Pete Docter (2009)
- Il piccolo principe (The Little Prince), regia di Mark Osborne (2015)

### Artista degli storyboard
- Il laboratorio di Dexter (Dexter's Laboratory) (1996)
- Le Superchicche (The Powerpuff Girls) (1998)
- Il gigante di ferro (The Iron Giant) (1999)
- Gli Incredibili - Una "normale" famiglia di supereroi (The Incredibles), regia di Brad Bird (2004)

### Doppiatore
- Gli Incredibili - Una "normale" famiglia di supereroi (The Incredibles), regia di Brad Bird (2004)
- Cars - Motori ruggenti (Cars), regia di John Lasseter (2006)
- Ratatouille, regia di Brad Bird e Jan Pinkava (2007)

## Doppiatori italiani
- Pasquale Anselmo in Gli Incredibili - Una "normale" famiglia di supereroi
- Fabrizio Picconi in Cars - Motori ruggenti
- Massimiliano Alto in Ratatouille